# Julianna Brown
Julianna Brown (Brunsvic, 1766 - [...?]) fou una soprano alemanya.
Deixebla del mestre de cant i compositor Schwanenberger, la qual per les seves facultats i el seu talent assolí un lloc preeminent en l'escena alemanya. Debutà a Praga el 1783 com a primer tiple d'aquell teatre, amb el director i empresari del qual Iganzio Walter es casà el 1786, marxant després ambdós conjugues a Magúncia (1789) contractats per la cort del Elector, en la que hi van romandre diversos anys, després dels quals marxà a Múnic on encara cantava el 1810.